# Carl Benz
Carl Friedrich Benz, més conegut com a Carl Benz, va néixer el 25 de novembre de 1844 a Mühlburg i va morir el 4 d'abril de 1929 a Ladenbourg del Neckar. Ha estat considerat com un dels inventors de l'automòbil.

## Biografia

### Primers anys de vida

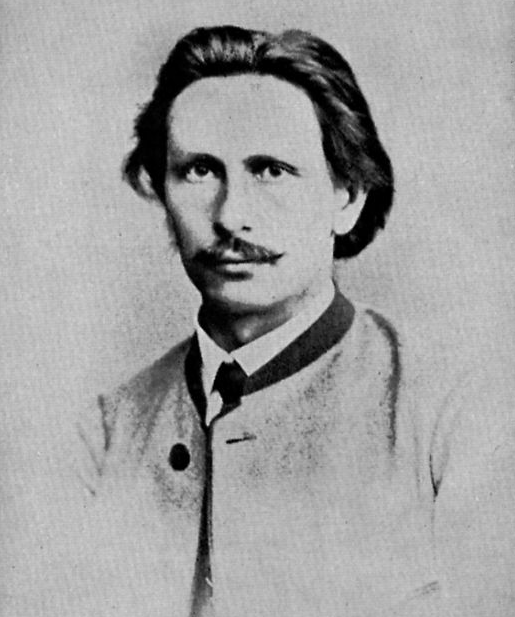
Benz el 1869 amb 25 anys

Carl Benz va néixer fora del matrimoni com a Karl Friedrich Michael Vaillant el 25 de novembre de 1844 a Mühlburg, ara un districte de Karlsruhe, Baden-Württemberg, que forma part de l'Alemanya moderna. Els seus pares eren Josephine Vaillant i un conductor de locomotora, Johann Georg Benz, amb qui la mare es va casar el 16 de novembre de 1845. Segons la llei alemanya, el nen va adquirir el cognom Benz arran del matrimoni legal dels seus pares: a partir d'aleshores es deia Karl Friedrich Michael Benz. Quan encara no tenia dos anys, el seu pare va morir de pneumònia. Posteriorment, va preferir la forma Carl i va publicar les seves memòries amb el nom Carl Friedrich Benz.
Tot i viure en una situació de pobresa pràctica, la seva mare es va esforçar per donar-li una bona educació. Benz va anar a l'escola local de Karlsruhe i va ser un nen prodigi. El 1853, als nou anys, va començar al Liceu d'orientació científica. Després va estudiar a l'escola politècnica de Karlsruhe sota la instrucció de Ferdinand Redtenbacher.
Benz havia centrat els seus estudis inicialment en la serralleria, però finalment va seguir els passos del seu pare cap a l'enginyeria de locomotores. El 30 de setembre de 1860, quan tenia quinze anys, va aprovar l'examen d'accés a l'enginyeria mecànica a l'escola politècnica de Karlsruhe, a la qual va anar posteriorment. Benz es va graduar el 9 de juliol de 1864, amb dinou anys.
Després de la seva educació formal, Benz va tenir set anys de formació professional en diverses empreses, però no va encaixar bé en cap d'elles. La formació va començar a Karlsruhe amb dos anys de treballs variats en una empresa d'enginyeria mecànica.
Després es va traslladar a Mannheim per treballar com a dibuixant i dissenyador en una fàbrica de bàscules. El 1868 va anar a Pforzheim per treballar per a l'empresa de construcció de ponts Gebrüder Benckiser Eisenwerke und Maschinenfabrik. Finalment, va anar a Viena durant un breu període per treballar en una empresa de construcció amb ferro.

### La primera fàbrica de Benz i els primers invents (1871-1882)
El 1871, amb vint-i-set anys, Benz es va unir a August Ritter, per posar en marxa l'empresa Eisengießerei und mechanische Werkstätte ('foneria de ferro i taller mecànic') a Mannheim, més tard rebatejada Fabrik für Maschinen zur Blechbearbeitung ('fàbrica de màquines per al treball de la xapa').
El primer any de l'empresa va anar molt malament. Ritter va resultar ser poc fiable i les eines del negoci van ser confiscades. La dificultat es va superar quan la promesa de Benz, Bertha Ringer, va comprar la participació de Ritter a l'empresa, utilitzant el seu dot, i va fundar una empresa de materials per a la construcció.
El 20 de juliol de 1872 Benz i Bertha Ringer es van casar. Van tenir cinc fills: Eugen (1873), Richard (1874), Clara (1877), Thilde (1882) i Ellen (1890).
Malgrat les desgràcies empresarials, Benz va liderar el desenvolupament de nous motors a la primera fàbrica que ell i la seva dona posseïen. Per obtenir més ingressos, el 1878 va començar a treballar en noves patents. Primer, es va concentrar a crear un motor de dos temps de gasolina fiable. Benz va acabar el seu motor de dos temps el 31 de desembre de 1879 i li va ser concedida una patent el 28 de juny de 1880.
Mentre dissenyava el que es convertiria en l'estàndard de producció per al seu motor de dos temps, Benz va patentar el sistema de regulació de velocitat, l'encesa mitjançant espurnes amb bateria, la bugia, el carburador, l'embragatge, el canvi de marxa i el radiador d'aigua.

### Gasmotoren-Fabrik Mannheim de Benz (1882–1883)
Els problemes van tornar a sorgir quan els bancs de Mannheim van exigir que s'incorporés l'empresa de Benz a causa dels elevats costos de producció que mantenia. Es van veure obligats a improvisar una associació amb el fotògraf Emil Bühler i el seu germà (un comerciant de formatges), per obtenir suport bancari addicional. L'empresa es va convertir en la societat anònima Gasmotoren-Fabrik Mannheim el 1882.
Després de tots els acords d'incorporació necessaris, Benz estava descontent perquè només li quedava un 5% de les accions i un càrrec modest com a director. El pitjor de tot és que les seves idees no es van tenir en compte a l'hora de dissenyar nous productes, així que es va retirar d'aquesta corporació només un any després, el 1883.

### Benz i Cie. i el Benz Patent-Motorwagen

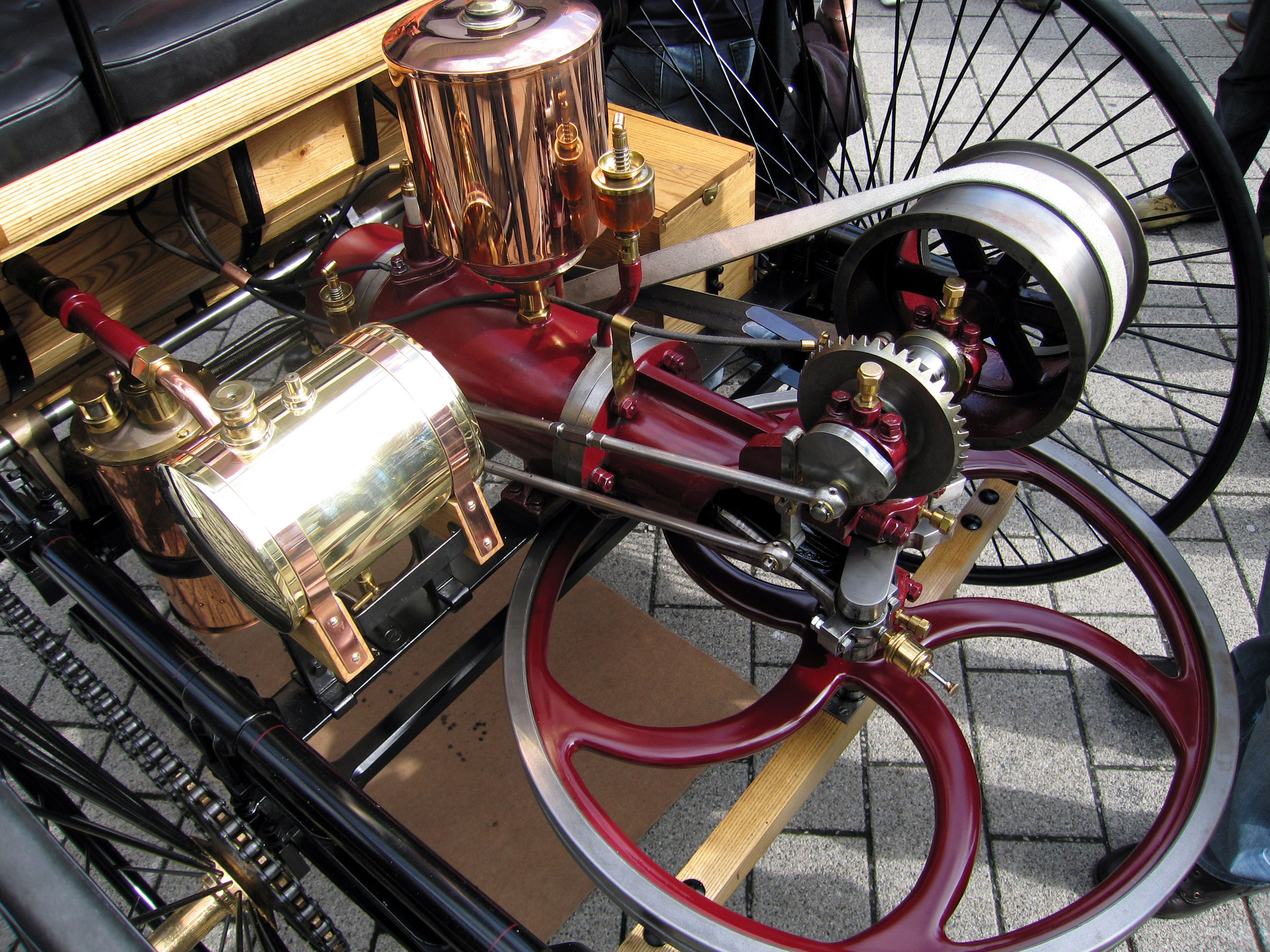
Motor del Benz Patent-Motorwagen

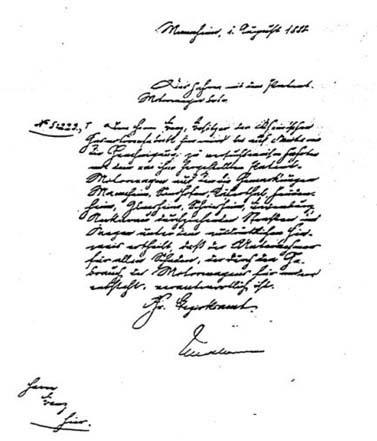
L'1 d'agost de 1888, Großherzoglich Badisches Bezirksamt va emetre una llicència oficial per operar el Benz Patent-Motorwagen a la via pública.

L'afició de tota la vida de Benz el va portar a un taller de reparació de bicicletes a Mannheim propietat de Max Rose i Friedrich Wilhelm Eßlinger. El 1883, els tres van fundar una nova empresa productora de màquines industrials: Benz & Cie. Rheinische Gasmotoren-Fabrik, anomenada habitualment Benz & Cie. Va créixer ràpidament fins als vint-i-cinc empleats, aviat va començar a produir també motors de gas estàtics.
L'èxit de l'empresa va donar a Benz l'oportunitat de dedicar-se a la seva antiga passió de dissenyar un «carruatge sense cavalls». A partir de la seva experiència i afició amb les bicicletes, va utilitzar una tecnologia similar quan va crear un automòbil. Disposava de rodes de filferro (a diferència de les de fusta dels carruatges) amb un motor de quatre temps de disseny propi entre les rodes posteriors, amb una bobina d'encesa molt avançada i refrigeració per evaporació en lloc d'un radiador. La potència es transmetia mitjançant dues cadenes de rodets a l'eix posterior. Benz va acabar la seva creació el 1885 i la va anomenar Benz Patent-Motorwagen.

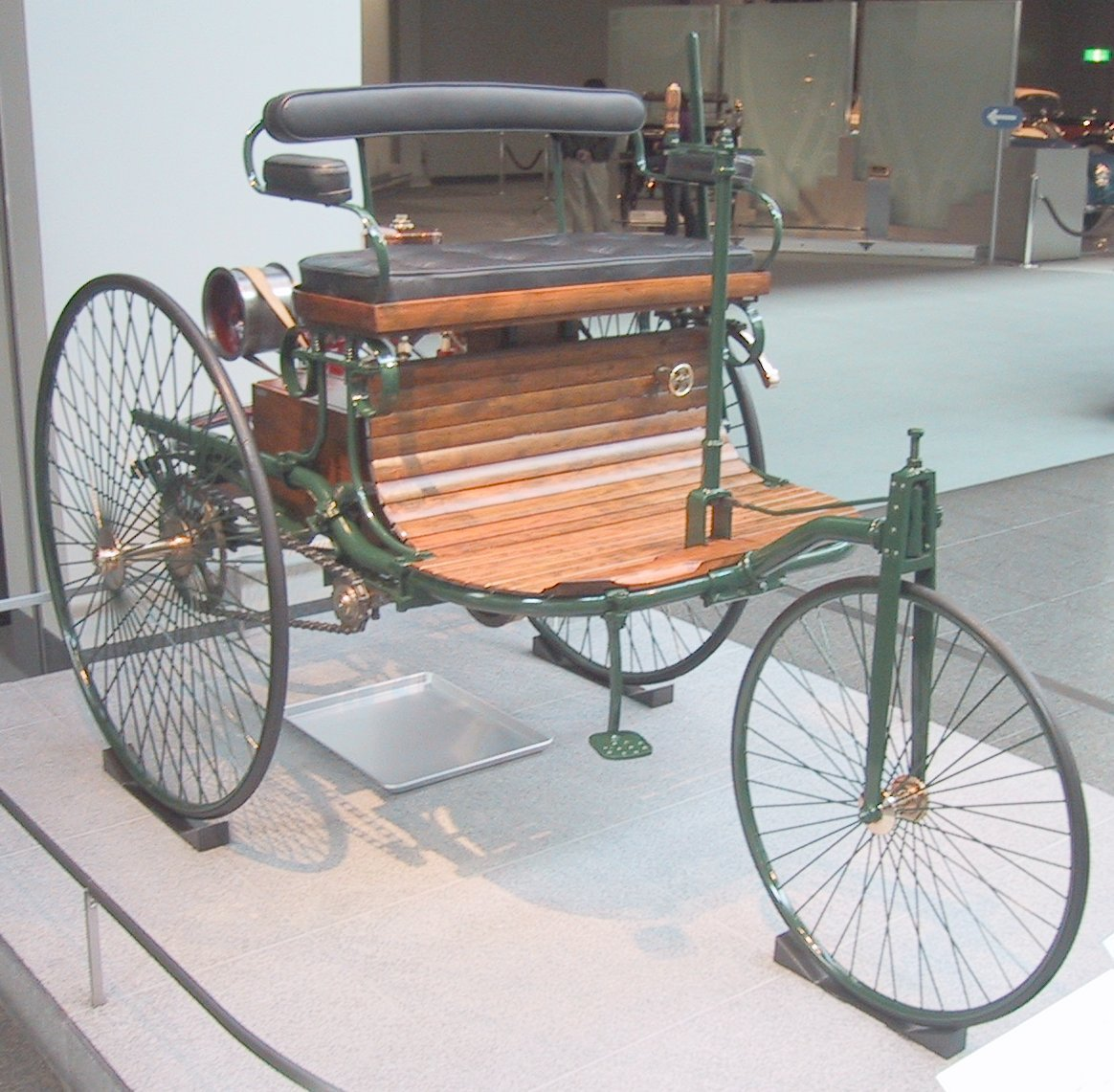
Rèplica del Benz Patent-Motorwagen construït el 1885

El Motorwagen va ser patentat el 29 de gener de 1886 com a DRP-37435: «automòbil alimentat amb gas». La versió de 1885 era difícil de controlar i havia provocat una col·lisió amb un mur durant una exhibició. Les primeres proves amb èxit a la via pública es van dur a terme a principis d'estiu de 1886. Benz va conduir públicament el cotxe per primera vegada el 3 de juliol de 1886 a Mannheim a una velocitat màxima de 16 km/h. L'any següent Benz va crear el Motorwagen Model 2, que va tenir diverses modificacions, i el 1889 es va presentar el definitiu Model 3 amb rodes de fusta, que es va presentar a l'Exposició Universal de París el mateix any.
Benz va començar a vendre el vehicle (anunciant-lo com a Benz Patent-Motorwagen) a finals de l'estiu de 1888, i va ser el primer automòbil disponible comercialment de la història. El segon client del Motorwagen era un fabricant de bicicletes parisenc, Emile Roger, que ja feia uns quants anys que construïa motors Benz amb llicència de Benz. Roger va afegir els automòbils Benz (molts construïts a França) a la línia que portava a París i inicialment la majoria es van vendre allí.
La versió de principis de 1888 del Motorwagen només tenia dues marxes i no podia pujar turons sense ajuda. Aquesta limitació es va rectificar després que Bertha Benz fes un viatge llarg amb un dels vehicles i suggerís al seu marit afegir una tercera marxa per pujar turons. En el transcurs d'aquest viatge, Bertha Benz va idear les pastilles de fre durant una reparació.

### El trajecte de llarga distància de Bertha Benz

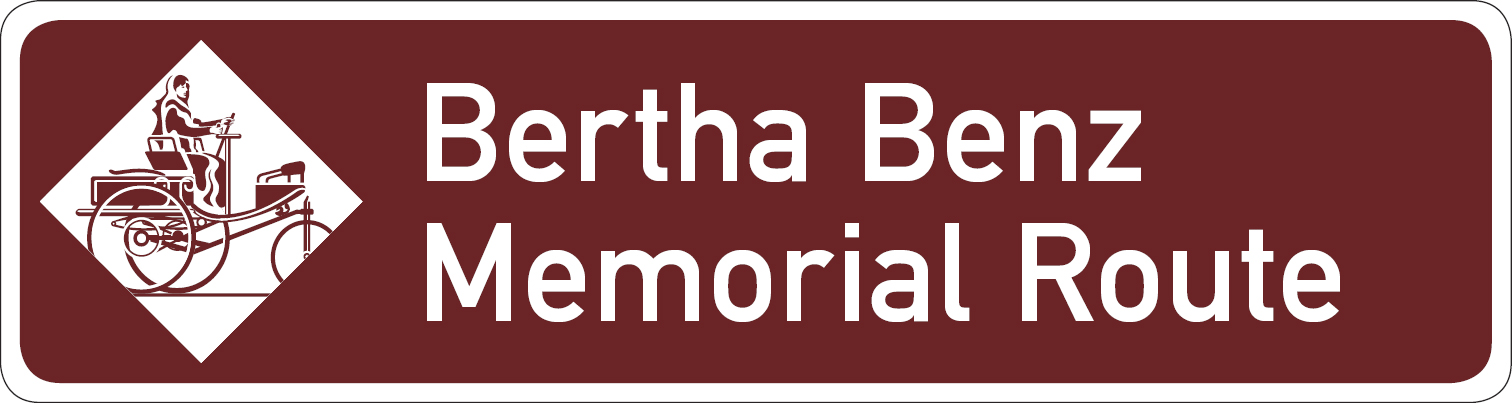
Pal indicador oficial de la ruta commemorativa de Bertha Benz, que commemora el primer viatge de llarga distància del món amb un Benz Patent-Motorwagen número 3 el 1888

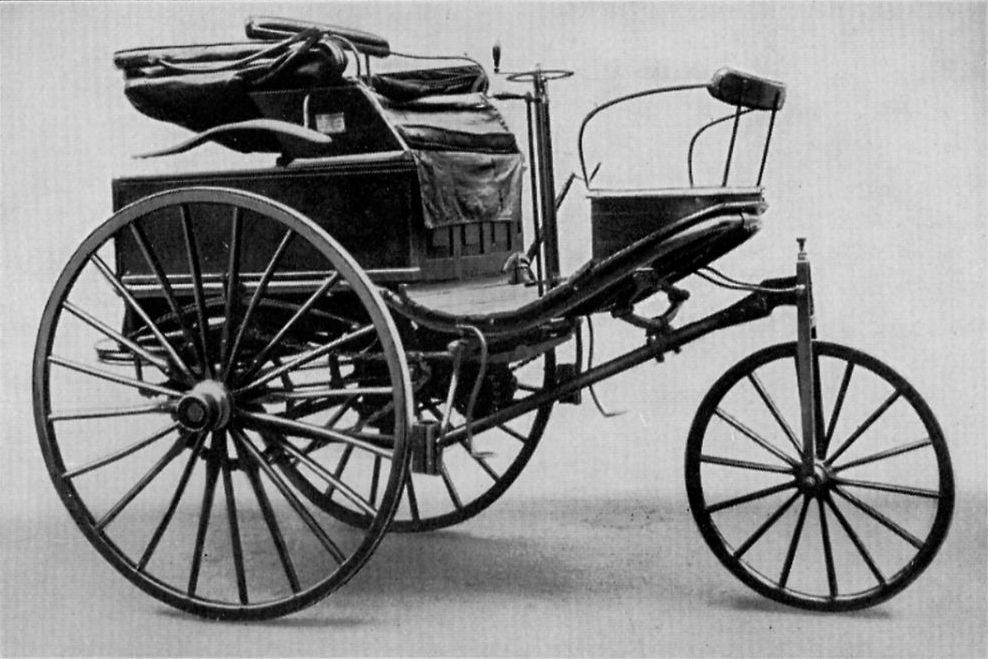
El Benz Patent-Motorwagen Número 3 de 1888, utilitzat per Bertha Benz per al primer viatge de llarga distància en automòbil (més de 106 km)

El primer viatge en automòbil de llarga distància del món va ser realitzat per Bertha Benz amb un Model 3. La matinada del 5 d'agost de 1888, Bertha, suposadament sense que el seu marit ho sabés, va agafar el vehicle amb un viatge de Mannheim a Pforzheim de 104 km per visitar la seva mare, portant amb ella els seus fills Eugen i Richard. A més d'haver de localitzar farmàcies pel camí per repostar, va reparar uns quants problemes tècnics i mecànics. Un d'ells va incloure la invenció de les pastilles de fre: després d'algunes pendents llargues, va ordenar a un sabater que clavés cuir als blocs de fre. Bertha Benz i els seus fills van arribar finalment a la nit, i van comunicar l'èxit del viatge a Karl per telegrama. La seva intenció havia estat demostrar la viabilitat d'utilitzar el Benz Motorwagen per viatjar i generar publicitat de la manera que ara es coneix com a màrqueting en directe. Avui, l'esdeveniment se celebra cada dos anys a Alemanya amb un ral·li d'automòbils antics.
L'any 2008, la ruta commemorativa de Bertha Benz va ser aprovada oficialment com a ruta del patrimoni industrial de la humanitat, perquè segueix les traces de Bertha Benz del primer viatge de llarga distància en automòbil el 1888. El públic ja pot seguir els 194 km de ruta senyalitzada des de Mannheim passant per Heidelberg fins a Pforzheim (Selva Negra) i tornada. El viatge de tornada, que no passava per Heidelberg, va ser per una ruta diferent, una mica més curta, tal com es mostra als mapes de la ruta commemorativa de Bertha Benz.
El Model 3 de Benz va fer el seu debut a gran escala al món a l'Exposició universal de 1889 a París; es van construir uns vint-i-cinc Motorwagen entre 1886 i 1893.

### Benz i Cie. expansió

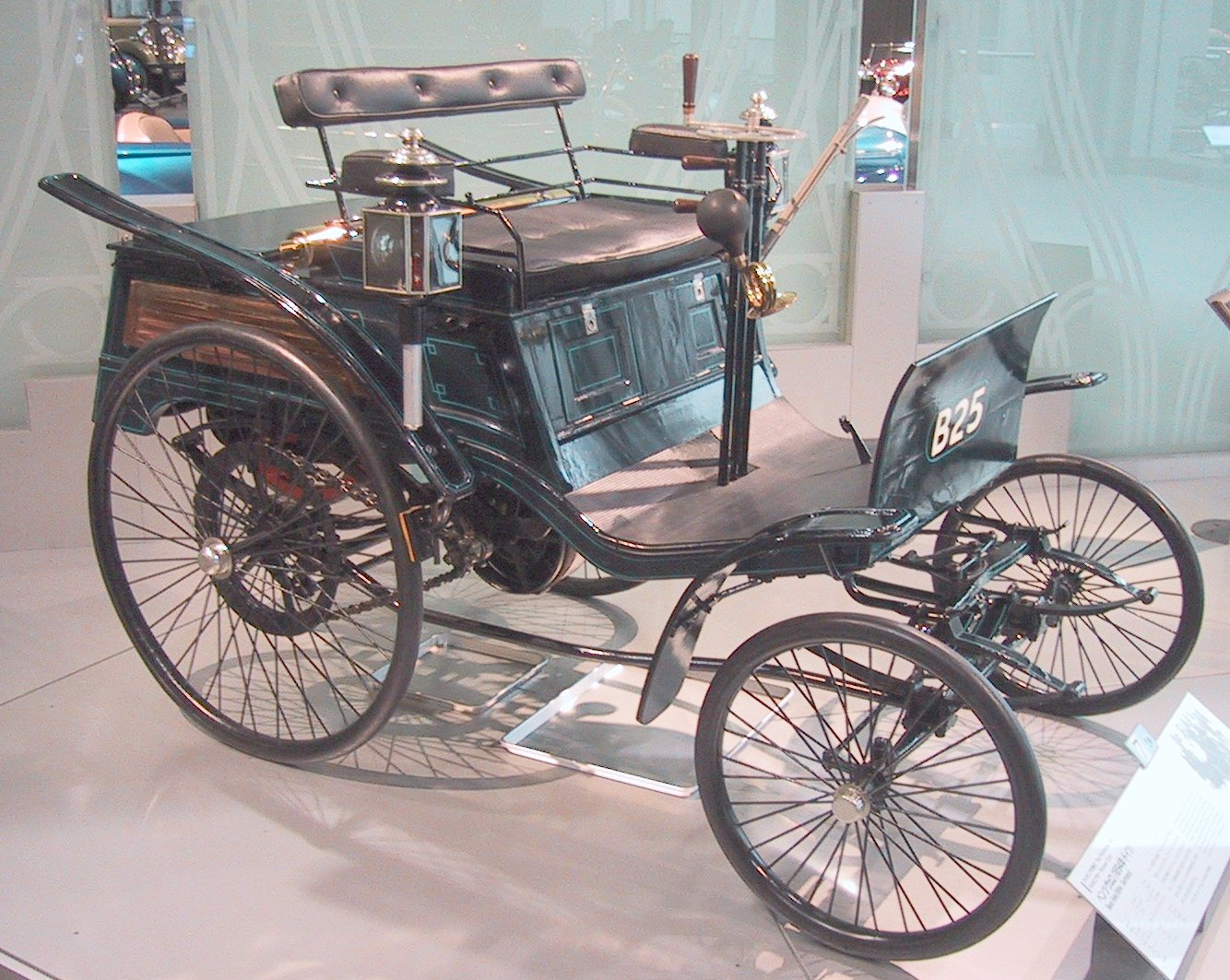
Benz va presentar el Velo el 1894, convertint-se en el primer automòbil de producció a gran escala.

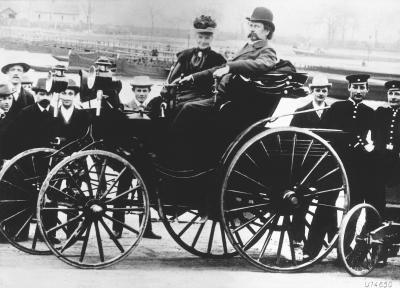
Bertha Benz amb el seu marit en un Benz Victoria, model 1894

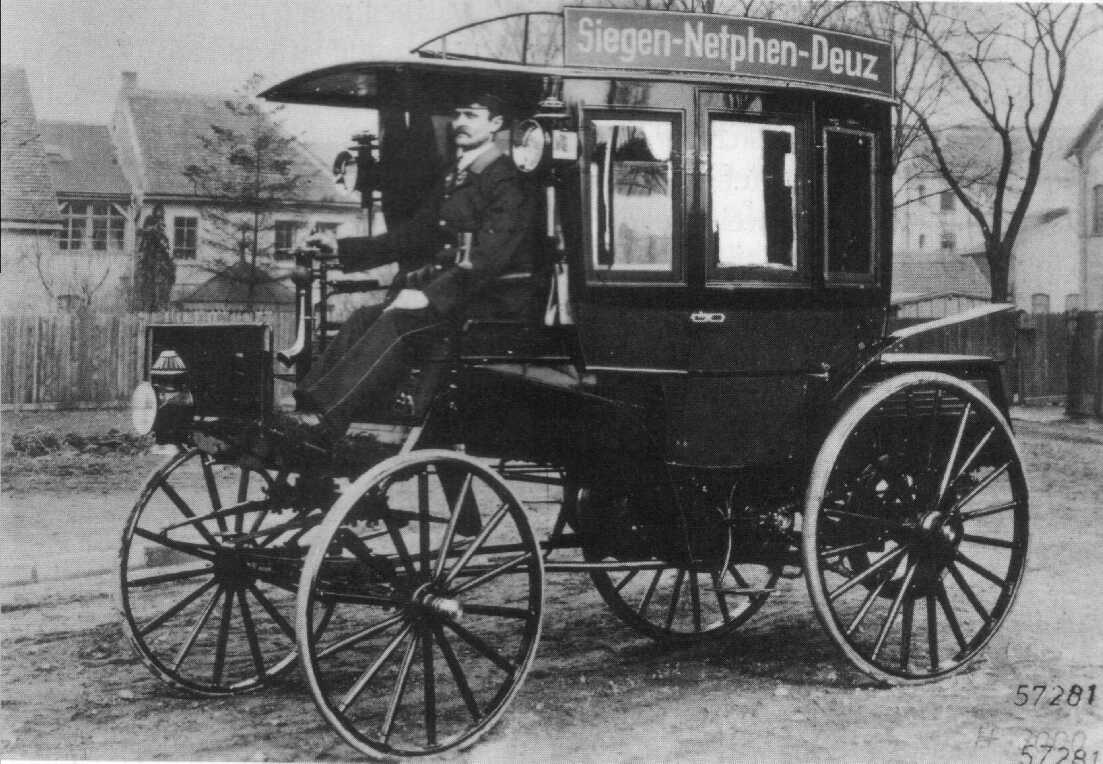
Primer autobús amb motor de combustió interna de la història: el Benz Omnibus, construït el 1895 per a la companyia d'autobusos Netphener

La gran demanda de motors estàtics de combustió interna va obligar a Benz a ampliar la fàbrica de Mannheim, i el 1886 s'hi va afegir un nou edifici situat a Waldhofstrasse (en funcionament fins al 1908). Benz & Cie. havia crescut mentrestant de 50 empleats el 1889 a 430 el 1899.
Durant els últims anys del segle xix, Benz va ser la companyia d'automòbils més gran del món amb 572 unitats produïdes el 1899.
Per la seva mida, l'any 1899, Benz & Cie. es va convertir en una societat anònima amb l'arribada de Friedrich von Fischer i Julius Ganß, que van entrar a bord com a membres del Consell d'administració. Ganß va treballar al departament de comercialització, que és una mica similar al màrqueting de les corporacions contemporànies. Benz tenia les mans lliures per consagrar-se al desenvolupament de la part tècnica dels automòbils, cosa que va provocar una ràpida progressió en aquest camp.
Els nous directors van recomanar que Benz creés un automòbil menys car adequat per a la producció en cadena. De 1893 a 1900, Benz va vendre el Victoria de quatre rodes i dos seients, un automòbil de dos passatgers amb un motor de 2,2 kW, que podria assolir la velocitat màxima de 18 km/h i tenia un eix davanter pivotant accionat per un arjauper a la direcció. El model va tenir èxit amb 85 unitats venudes l'any 1893, i es va produir en una versió de quatre seients amb bancs de seient cara a cara, el model Benz Vis-à-Vis.
De 1894 a 1902, Benz va produir més de mil dues-centes unitats del que alguns consideren el primer cotxe produït en sèrie, el Velocipede, més tard conegut com a Benz Velo. El primer Velo tenia un motor d'1,5 cavalls, i més tard un de 3 cavalls, que aconseguia una velocitat màxima de 16 km/h.
El Velo va participar en la primera cursa d'automòbils del món, la de París a Rouen de 1894, on Émile Roger va acabar 14è, després de cobrir els 126 km en 10 hores i un minut a una velocitat mitjana de 12,7 km/h.
El 1895, Benz va dissenyar el primer camió amb motor de combustió interna de la història. Benz també va construir els primers autobusos de motor de la història el 1895, per a la companyia d'autobusos Netphener.

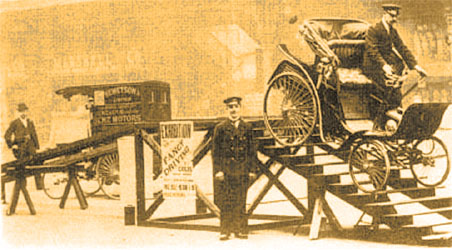
Presentació del model Benz "Velo" a Londres 1898

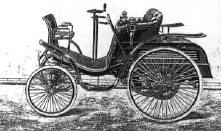
Benz Confortable en un gravat del segle XIX

El 1896, Benz va rebre una patent per al seu disseny del primer motor pla. Tenia pistons oposats horitzontalment, un disseny en el qual els pistons corresponents arriben simultàniament al punt mort superior, equilibrant-se així entre si pel que fa a l'impuls. Molts motors plans, especialment aquells amb quatre o menys cilindres, es disposen com a motors bòxer. Aquest disseny encara és utilitzat per Porsche, Subaru i alguns motors d'alt rendiment utilitzats en cotxes de carreres. A les motocicletes, el motor bòxer més famós es troba a BMW Motorrad, encara que el disseny del motor bòxer es va utilitzar en molts altres models, inclosos Victoria, Harley-Davidson XA, Zündapp, Wooler, Douglas Dragonfly, Ratier, Universal, IMZ- Ural, Dnepr, Gnome et Rhône, Chang Jiang, Marusho i Honda Gold Wing.
El 1898, els primers pneumàtics de cautxú van ser adoptats per la Benz Comfortable. El 1899, la producció era de 572 vehicles i Benz esdevé un dels més importants fabricants d'automòbils.
Tot i que Gottlieb Daimler va morir el març de 1900, i no hi ha proves que Benz i Daimler es coneixeissin ni que sabessin els primers assoliments de l'altre; finalment, la competència amb Daimler Motoren Gesellschaft (DMG) a Stuttgart va començar a desafiar el lideratge de Benz & Cie. L'octubre de 1900, el dissenyador principal de DMG, Wilhelm Maybach, va construir el motor que més tard s'utilitzaria en el Mercedes-35 CV de 1902. El motor es va construir segons les especificacions d’Emil Jellinek sota un contracte perquè comprés trenta-sis vehicles amb el motor i es convertís en un distribuïdor de la sèrie especial. Jellinek va estipular que el nou motor es digués Daimler-Mercedes (per a la seva filla). Maybach deixaria DMG el 1907, però va dissenyar el model i tots els canvis importants. Després de les proves, el primer es va lliurar a Jellinek el 22 de desembre de 1900. Jellinek va continuar fent suggeriments de canvis al model i va obtenir bons resultats en competir amb l'automòbil durant els propers anys, animant DMG a dedicar-se a la producció comercial d'automòbils, cosa que va fer el 1902.
Benz va contrarestar amb Parsifil, introduït l'any 1903 amb un motor bessó vertical que aconseguia una velocitat màxima de 60 km/h . Aleshores, sense consultar a Benz, els altres directors van contractar uns dissenyadors francesos.
França era un país amb una àmplia indústria automobilística basada en les creacions de Maybach. A causa d'aquesta acció, després de discussions difícils, Benz va anunciar la seva retirada de la gestió del disseny el 24 de gener de 1903, tot i que va romandre com a director al Consell d'Administració a través de la seva fusió amb DMG el 1926 i va romandre a la junta del nou Daimler-Benz. corporació fins a la seva mort el 1929.
Els fills de Benz, Eugen i Richard, van deixar Benz & Cie. el 1903, però Richard va tornar a l'empresa el 1904 com a dissenyador de vehicles de passatgers.
Aquell any, les vendes de Benz & Cie. va arribar als 3.480 automòbils, i l'empresa es va mantenir com el fabricant líder d'automòbils.
A més de continuar com a director de Benz & Cie., Benz va fundar una altra empresa, C. Benz Söhne (amb el seu fill Eugen i estretament vinculat a la família), una empresa privada per a la fabricació d'automòbils. La marca utilitzava la primera inicial del primer nom de Benz, Carl.

### Blitzen Benz

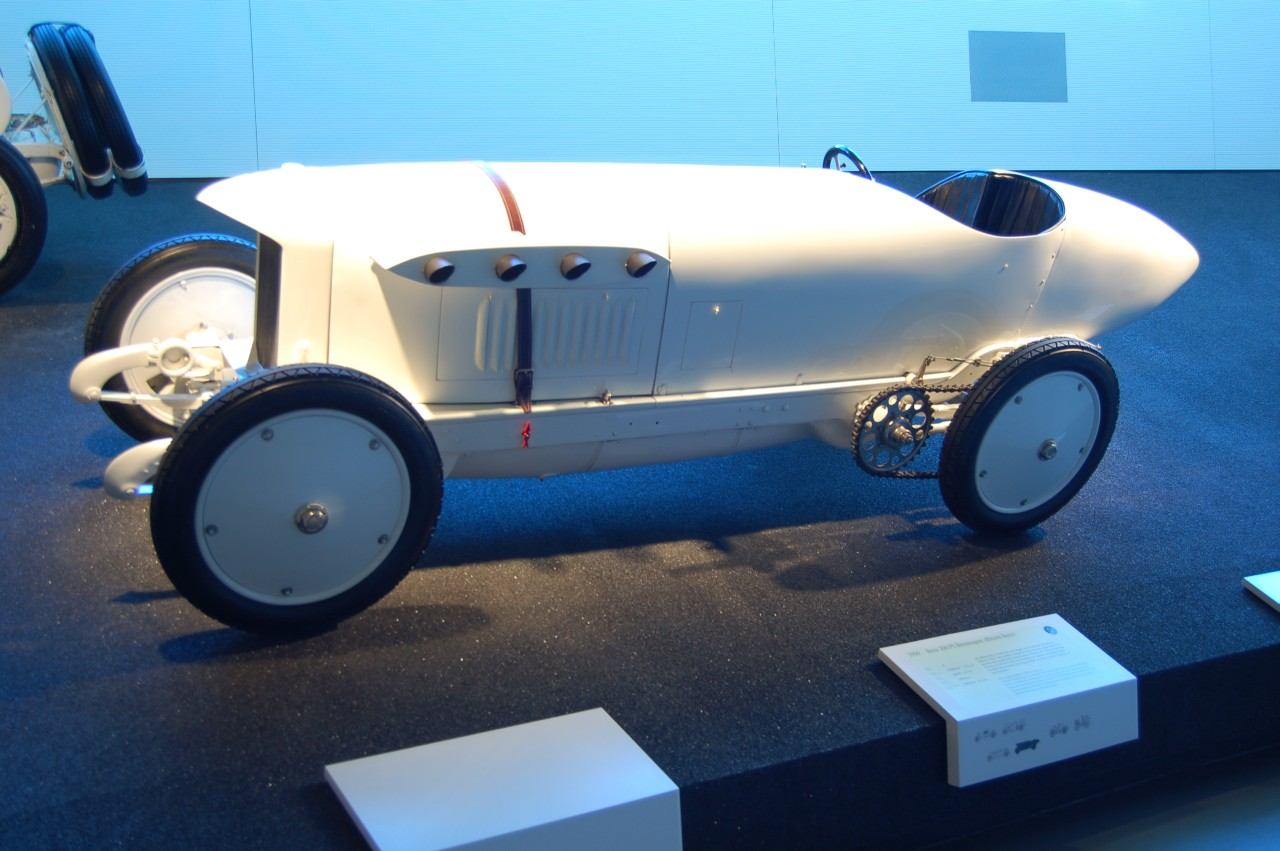
1909 Blitzen Benz - construït per Benz & Cie., que ostentava el rècord de velocitat terrestre

El 1909, el Blitzen Benz va ser construït a Mannheim per Benz & Cie. El vehicle amb bec d'ocell tenia un 21,5 litres (1312ci), 150 hp , i el 9 de novembre de 1909 en mans de Victor Hémery de França, el corredor de velocitat terrestre a Brooklands, va establir un rècord de 226,91 km/h; és deia que era més ràpid que qualsevol avió, tren o automòbil en aquell moment, un rècord que no va ser superat durant deu anys per cap altre vehicle. Va ser transportat a diversos països, inclosos els Estats Units, per establir múltiples registres d'aquest assoliment.

### Benz Söhne, 1906–1923

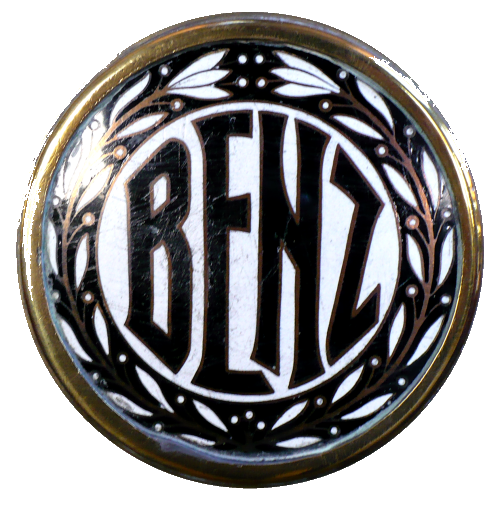
Logotip amb llorers utilitzats a Benz & Cie. automòbils després de 1909

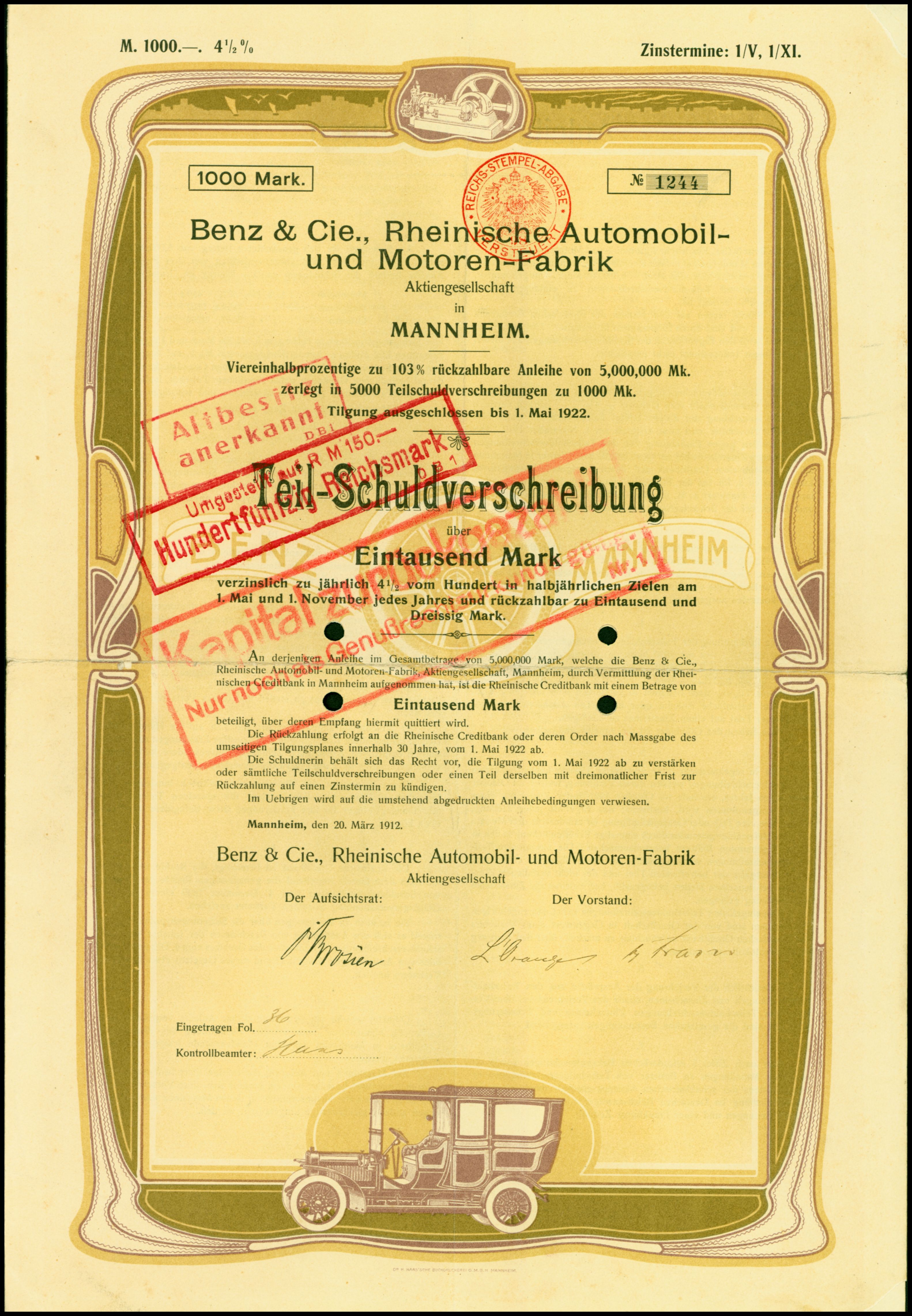
Bond of the Benz & Cie., publicat el 1912

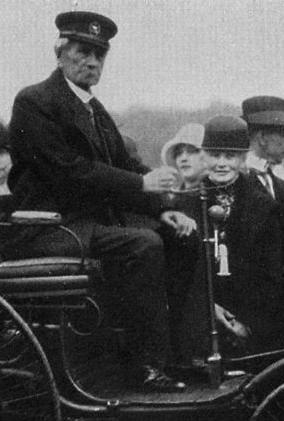
Carl i Bertha Benz al c. 1926

Carl Benz, Bertha Benz i el seu fill, Eugen, es van desplaçar 10 km a l'est de Mannheim per viure a la propera Ladenburg, i només amb el seu mateix capital, van fundar l'empresa privada, Benz Söhne el 1906, produint automòbils i motors de gas. Aquest darrer tipus va ser substituït per motors de gasolina per falta de demanda.

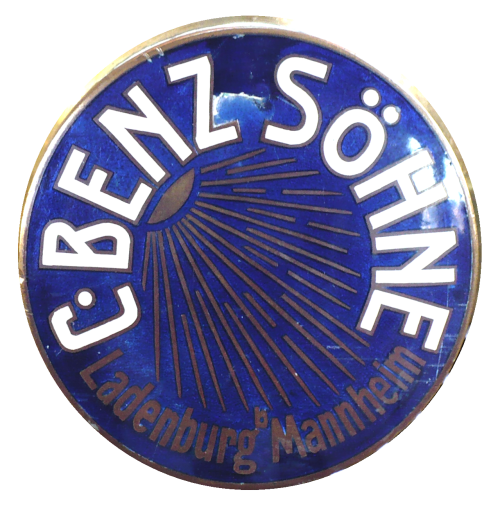
Logotip en vehicles de producció familiar de negocis

Aquesta empresa mai va emetre accions públicament, construint la seva pròpia línia d'automòbils independentment de Benz & Cie., que es trobava a Mannheim. Els automòbils Benz Sons eren de bona qualitat i es van fer populars a Londres com a taxis.
El 1912, Benz va liquidar totes les seves accions a Benz Sons i va deixar l'empresa familiar de Ladenburg a Eugen i Richard, però va romandre com a director de Benz & Cie.
Durant una celebració d'aniversari per a ell a la seva ciutat natal de Karlsruhe el 25 de novembre de 1914, Benz, de setanta anys, va rebre un doctorat honoris causa per la seva alma mater, la Universitat de Karlsruhe, convertint-se així en Dr. Ing. h. c. Benz.
Gairebé des del començament de la producció d'automòbils, la participació en les curses de cotxes esportius es va convertir en un mètode important per guanyar publicitat per als fabricants. Al principi, els models de producció es van competir i el Benz Velo va participar en la primera cursa d'automòbils: París a Rouel 1894. Més tard, la inversió en el desenvolupament de cotxes de carreres per a esports de motor va produir rendiments a través de les vendes generades per l'associació del nom de l'automòbil amb els guanyadors. En aquell moment es van construir vehicles de carreres únics com el primer motor central i dissenyat aerodinàmicament, Tropfenwagen, una carrosseria en forma de llàgrima introduïda al Gran Premi d'Europa de 1923 a Monza.
L'últim any de producció de l'empresa Benz Sons, 1923, es van construir tres-centes cinquanta unitats. Durant l'any següent, 1924, Benz va construir dos unitats addicionals de 8/25 CV de l'automòbil fabricades per aquesta empresa, fetes a mida per al seu ús personal, que mai va vendre; encara es conserven.

### Cap a Daimler-Benz i el primer Mercedes-Benz el 1926

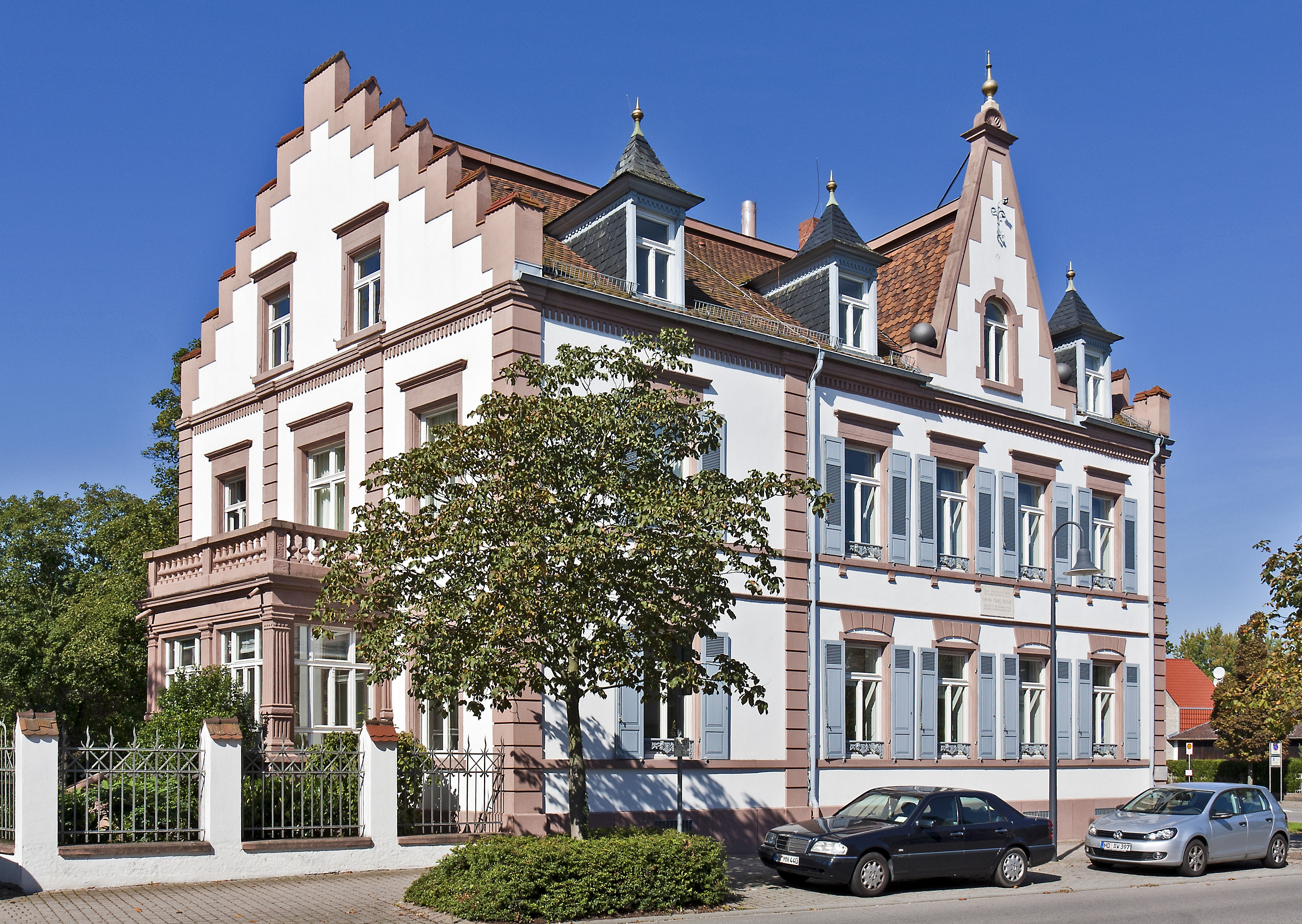
Última casa de Carl i Bertha Benz, ara la ubicació de la Fundació Gottlieb Daimler i Carl Benz a Ladenburg, a Baden-Württemberg

El 1910 Benz adquireix la Süddeutsche Automobil-Fabrik de Gaggenau. La crisi econòmica alemanya va empitjorar. El 1923 Benz & Cie. va produir només 1.382 unitats a Mannheim i DMG només en va fer 1.020 a Stuttgart. El cost mitjà d'un automòbil era de 25 milions de marcs a causa de la ràpida inflació. Es van reprendre les negociacions entre les dues empreses i l'any 1924 van signar un «acord d'interès mutu» vigent fins a l'any 2000. Ambdues empreses van estandarditzar el disseny, la producció, les compres, les vendes i la publicitat, comercialitzant els seus models d'automòbil conjuntament, tot i que van mantenir les seves respectives marques.
El 28 de juny de 1926, Benz & Cie. i DMG finalment es van fusionar com a companyia Daimler-Benz, batejant tots els seus automòbils com a Mercedes-Benz, fent honor al model més important dels automòbils DMG, el Mercedes de 35 CV de 1902, juntament amb el nom Benz. El nom de Mercedes 35 CV havia estat escollit per Mercédès Jellinek, de deu anys, filla d’Emil Jellinek que havia fixat les especificacions del nou model. Entre 1900 i 1909 va ser membre del consell d'administració de DMG, però havia dimitit molt abans de la fusió.
Benz va ser membre de la nova junta directiva de Daimler-Benz durant la resta de la seva vida. El 1926 es va crear un nou logotip, format per una estrella de tres puntes (que representa el lema de Daimler: motors per a terra, aire i aigua) envoltat de llorers tradicionals del logotip de Benz, i la marca de tots els seus automòbils es va etiquetar Mercedes-Benz. Els noms dels models seguirien el nom de la marca en la mateixa convenció que avui.
L'any següent, 1927, el nombre d'unitats venudes es va triplicar fins a 7.918 i es va posar en marxa la línia dièsel per a la producció de camions. El 1928 es va presentar el Mercedes-Benz SSK.
El 4 d'abril de 1929, Benz va morir a la seva casa de Ladenburg als 84 anys d'una inflamació bronquial. Fins a la seva mort, el 5 de maig de 1944, Bertha Benz va continuar residint a la seva última casa. Els membres de la família van residir a la casa durant trenta anys més. La casa de Benz ha estat designada com a històrica i s'utilitza com a instal·lació de reunions científiques per a una fundació sense ànim de lucre, la Fundació Gottlieb Daimler i Karl Benz.

## Galeria

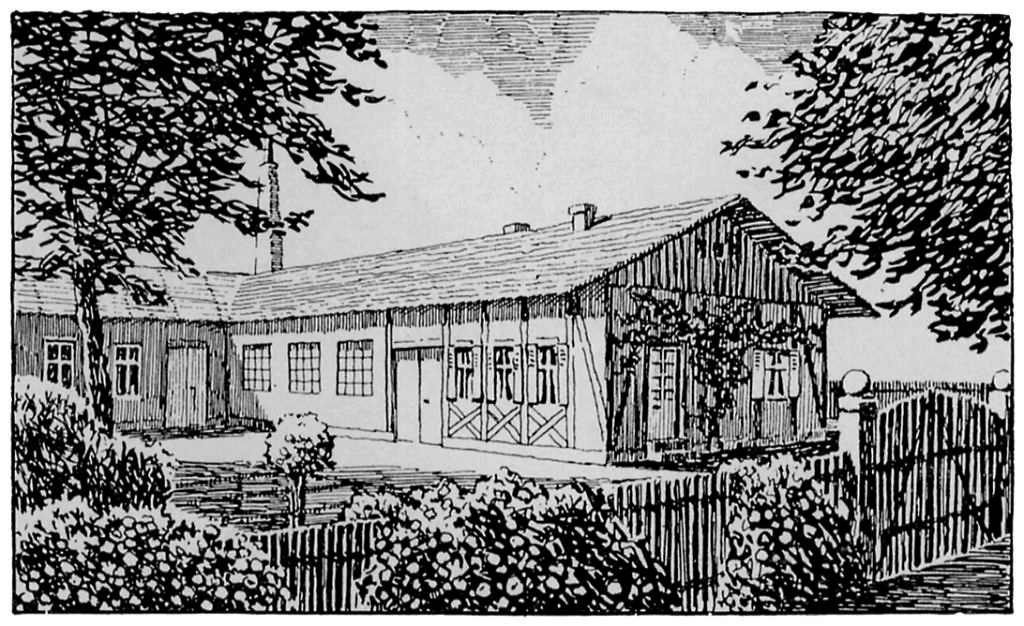
Taller de Carl Benz a Mannheim
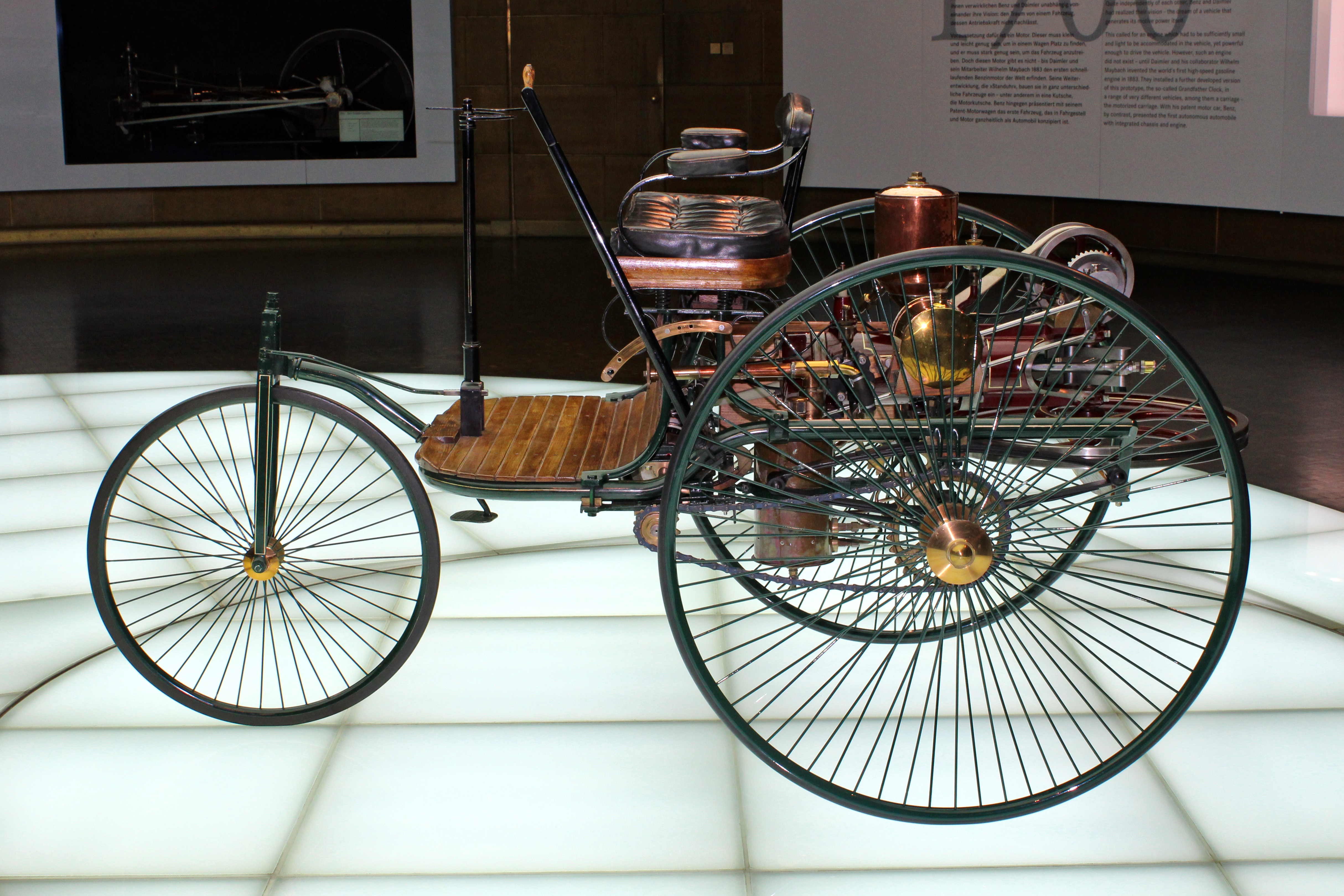
Rèplica del Benz Patent Motorwagen del 1885
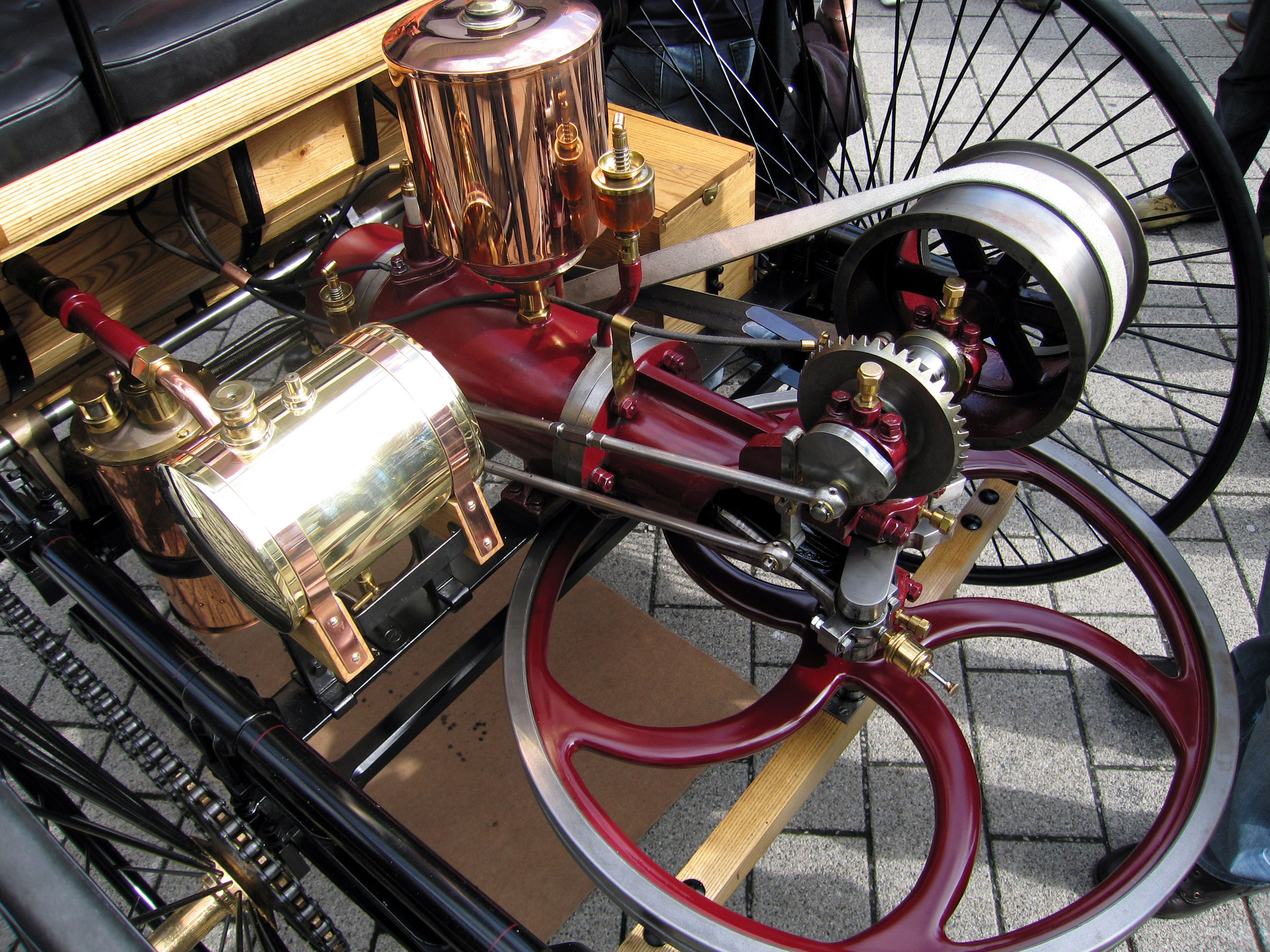
Motor del Benz Patent Motorwagen
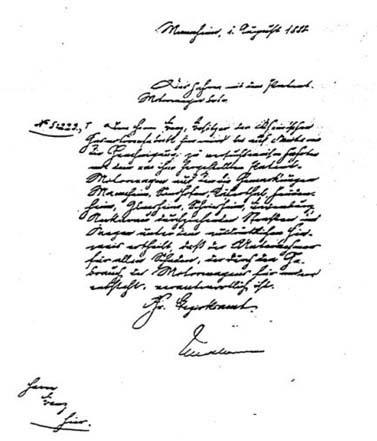
El primer permís de conduir del món, estès a nom de Carl Benz l'1 d'agost del 1888
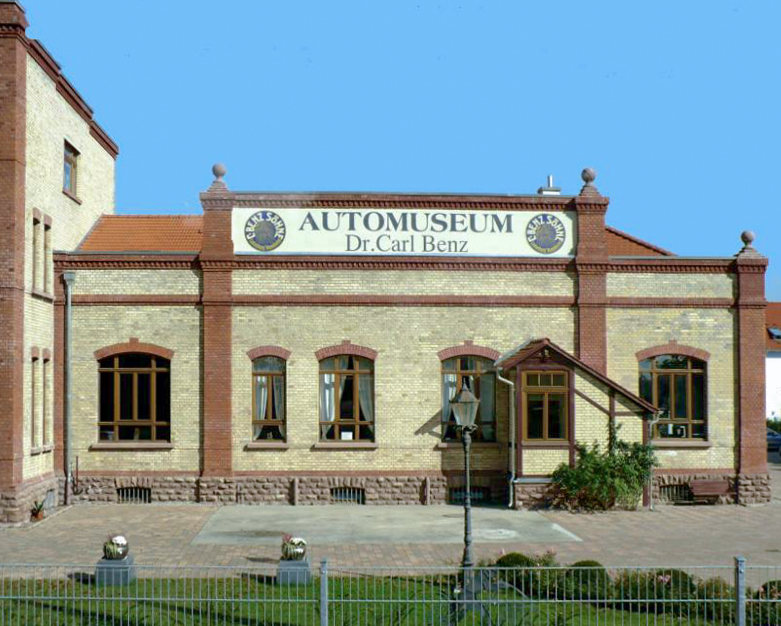
Museu automobilístic Dr. Carl Benz a Ladenburg
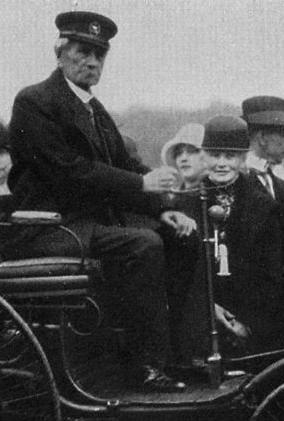
Carl i Bertha Benz
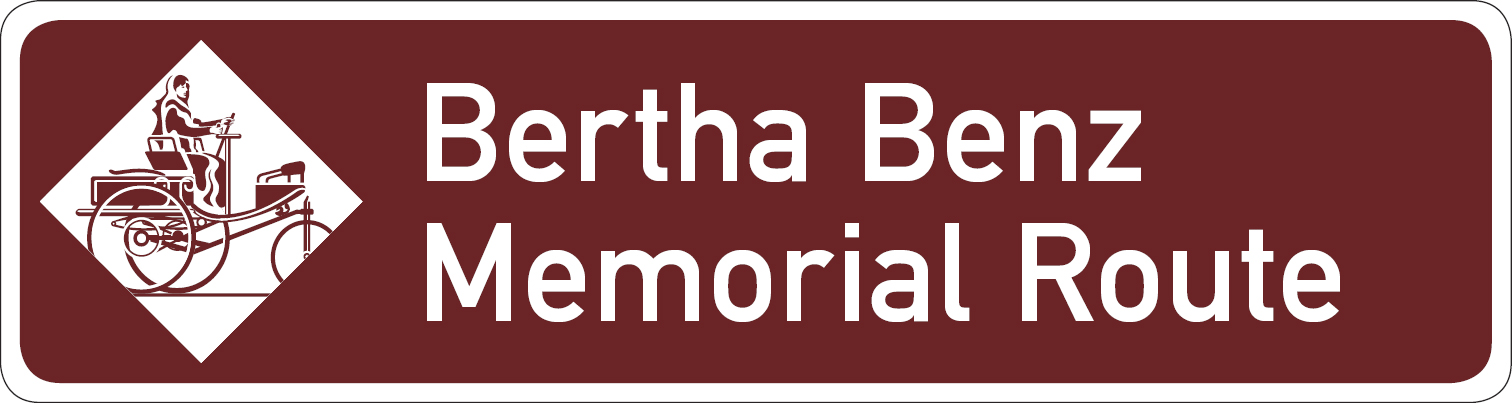
Rètol oficial, commemoratiu del primer viatge de llarga distància amb un Benz Patent Motorwagen el 1888, fet per Bertha Benz
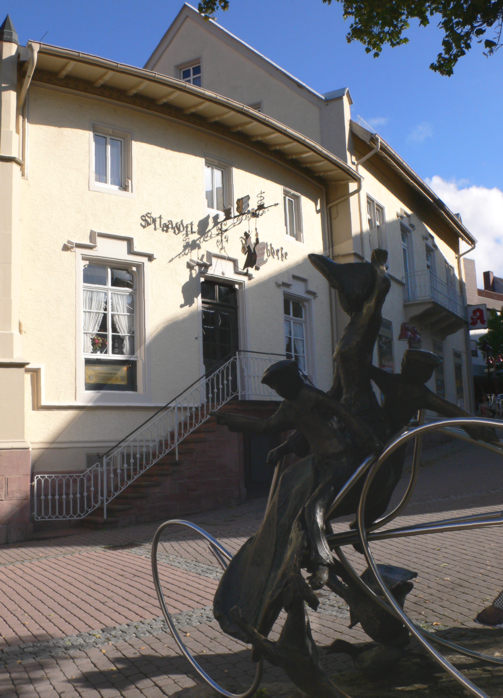
La primera benzinera, la farmàcia municipal de Wiesloch
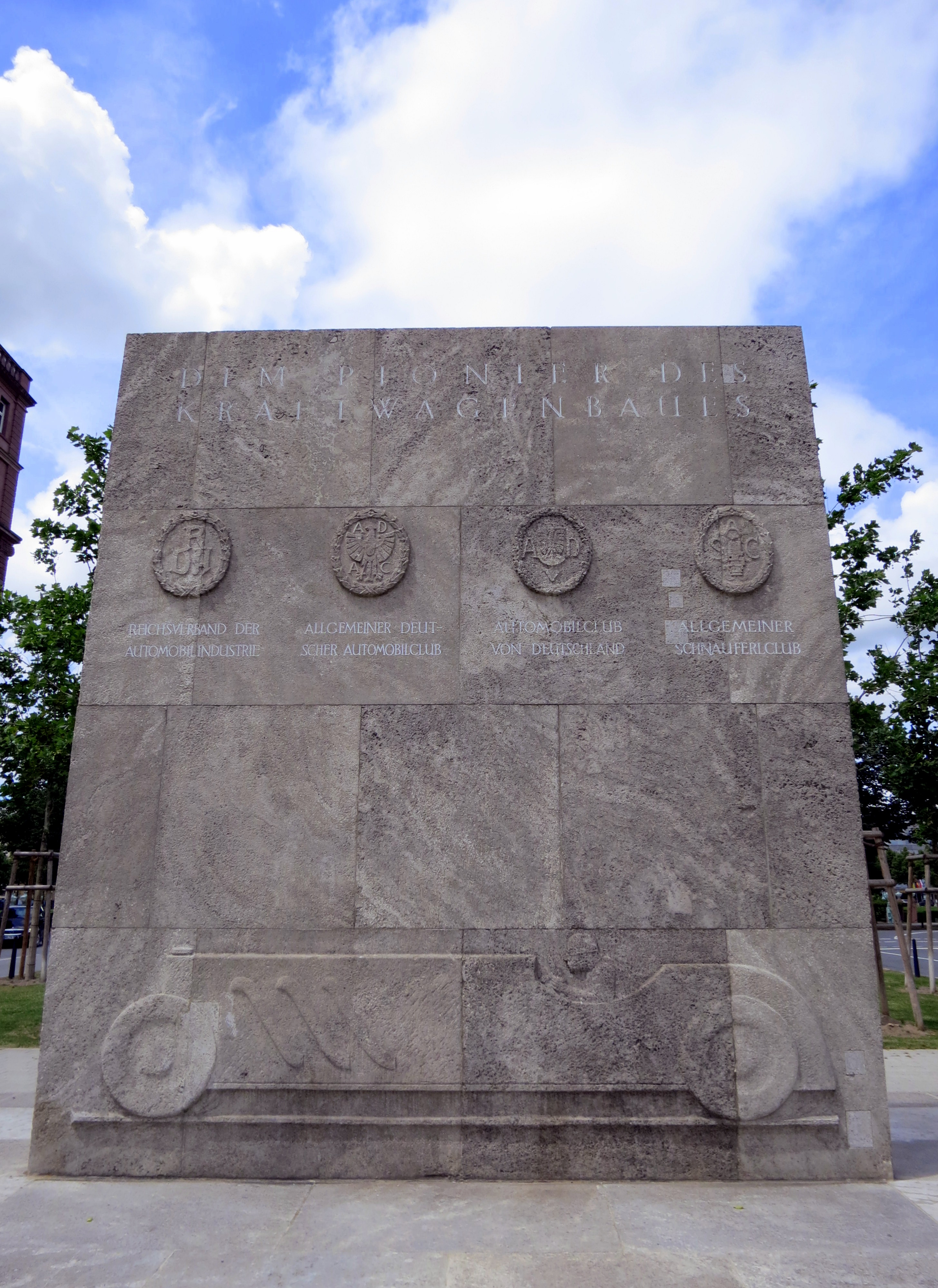
El monument de Carl Benz a Mannheim (2015)
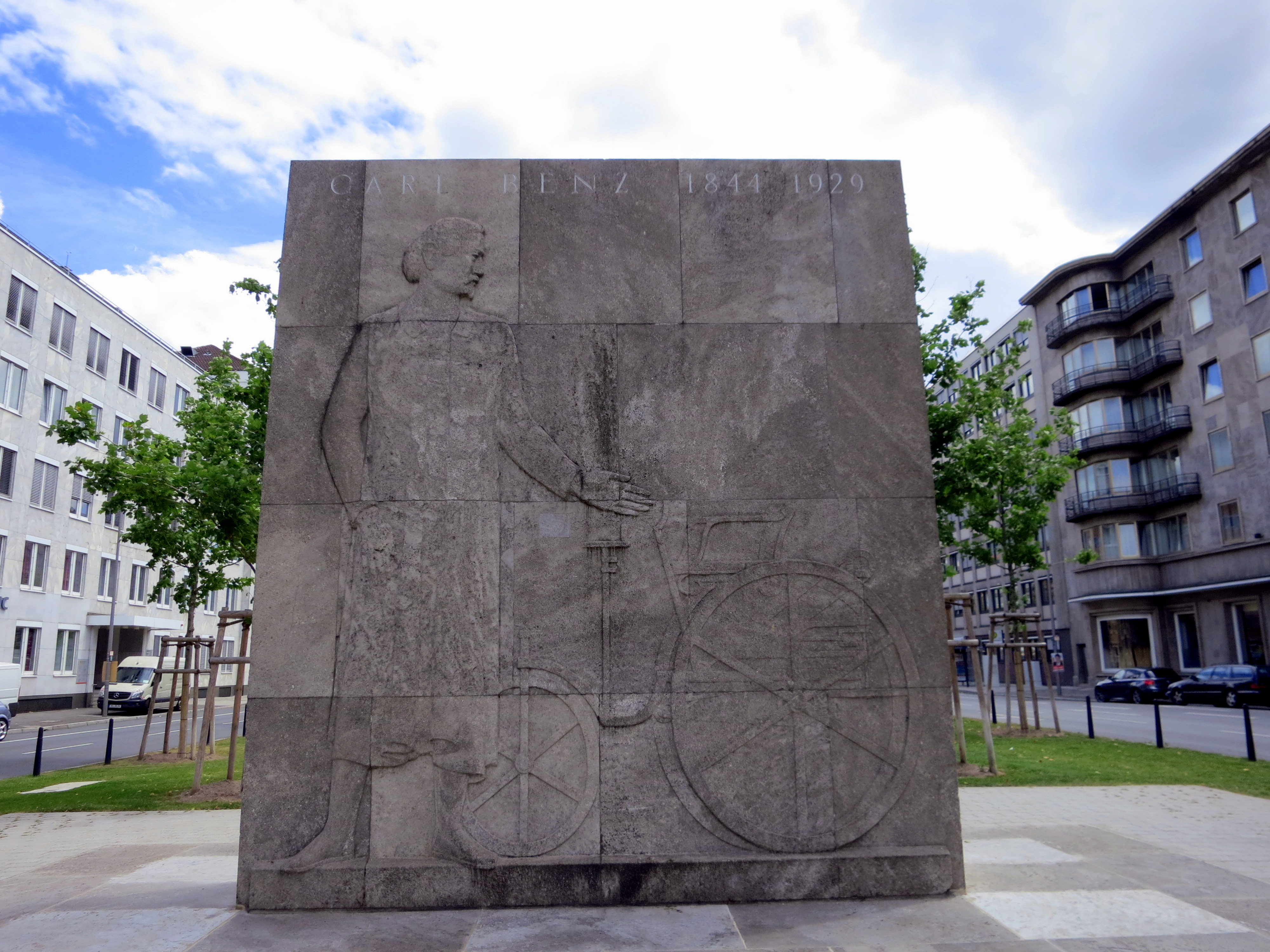
El monument de Carl Benz a Mannheim (2015)
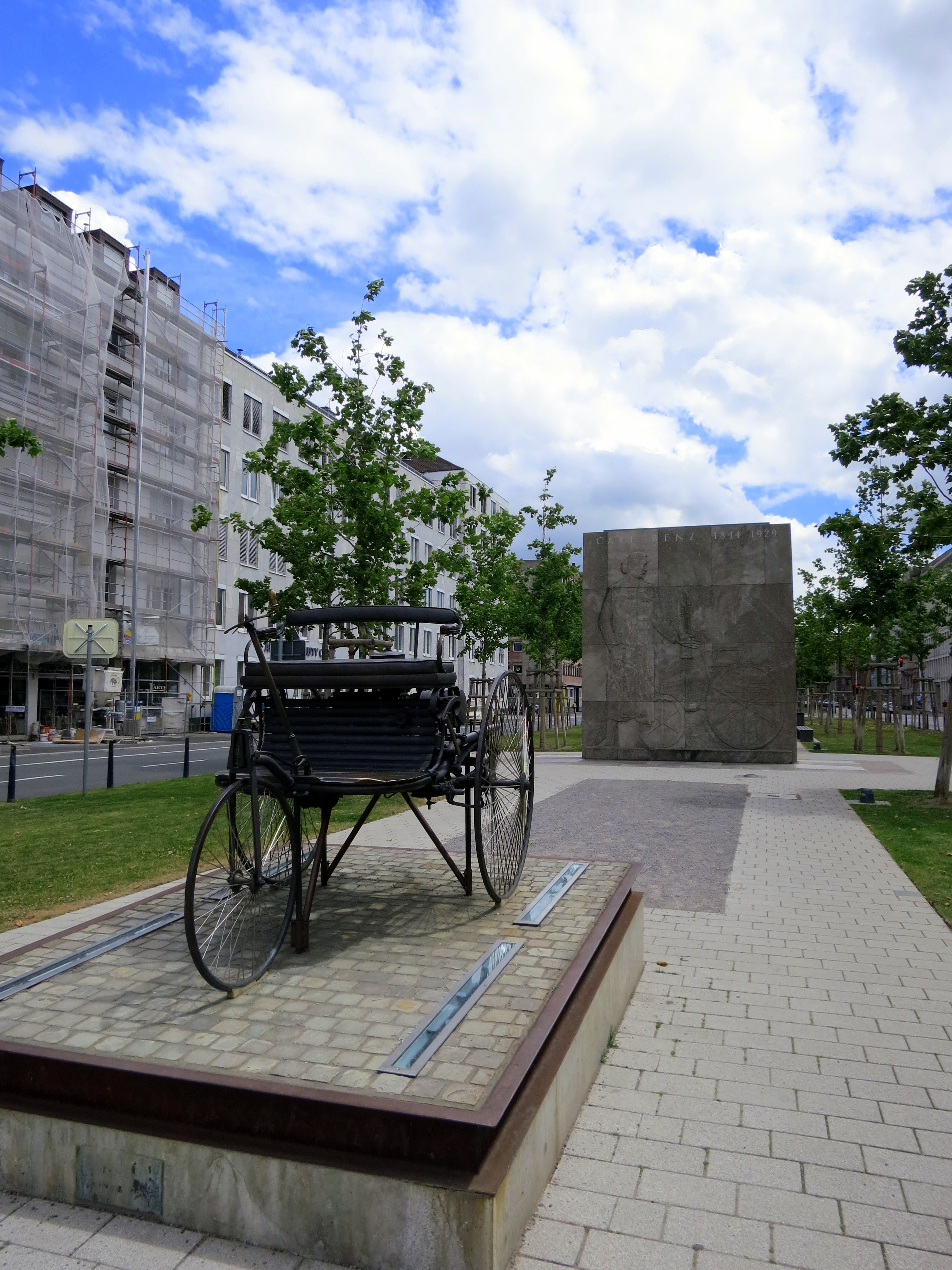
El monument de Carl Benz a Mannheim (2015)
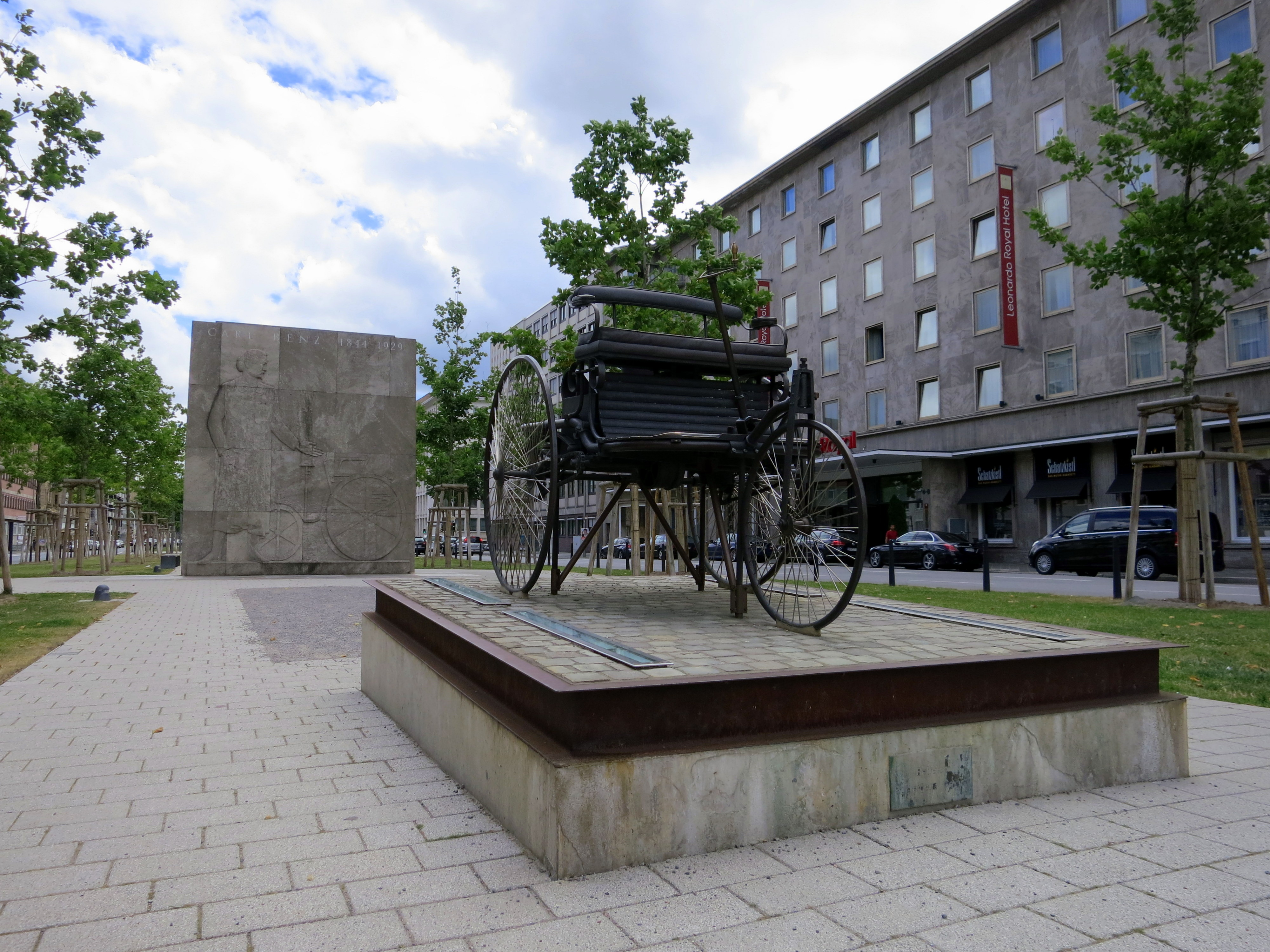
El monument de Carl Benz a Mannheim (2015)
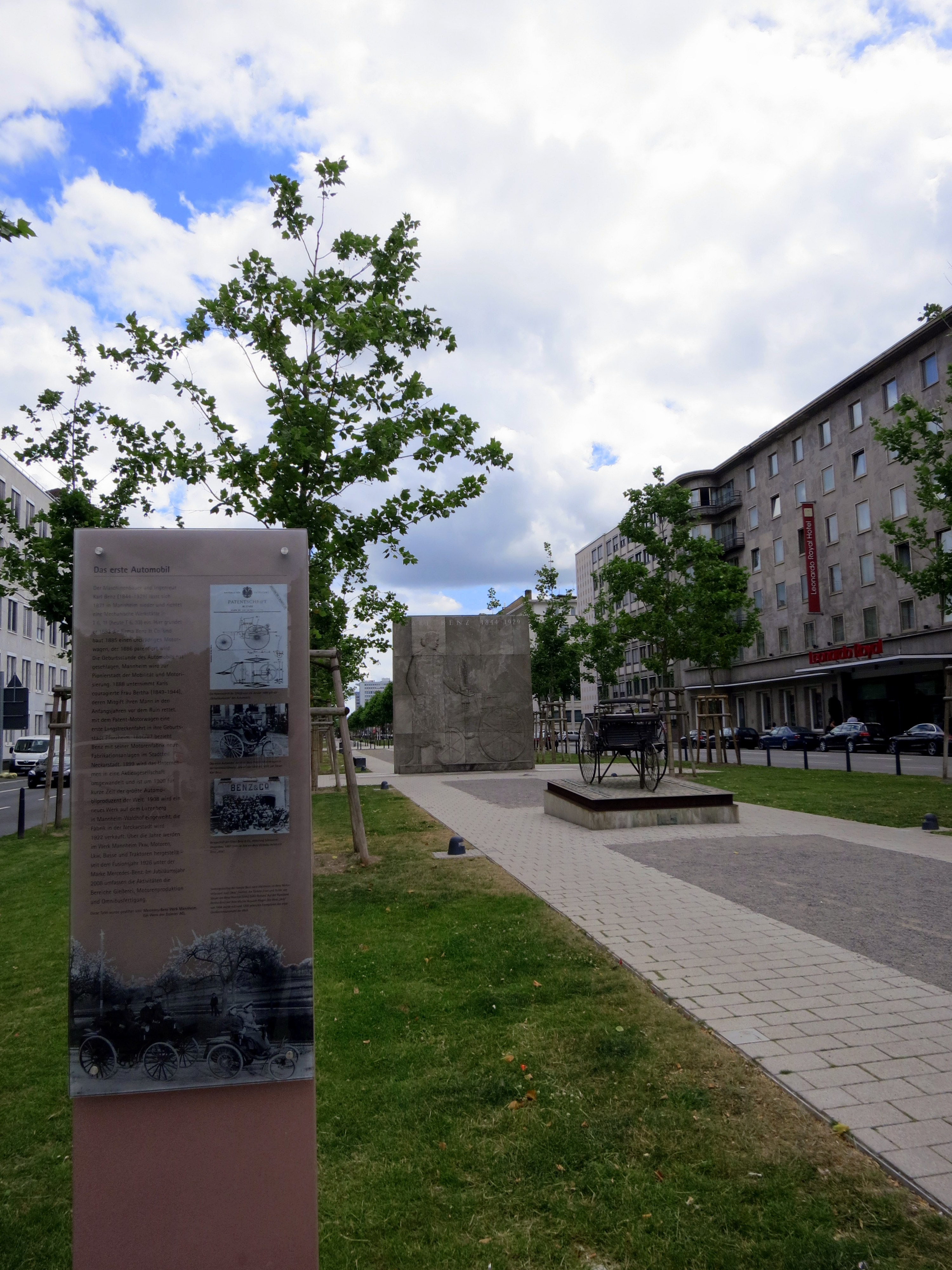
El monument de Carl Benz a Mannheim (2015)
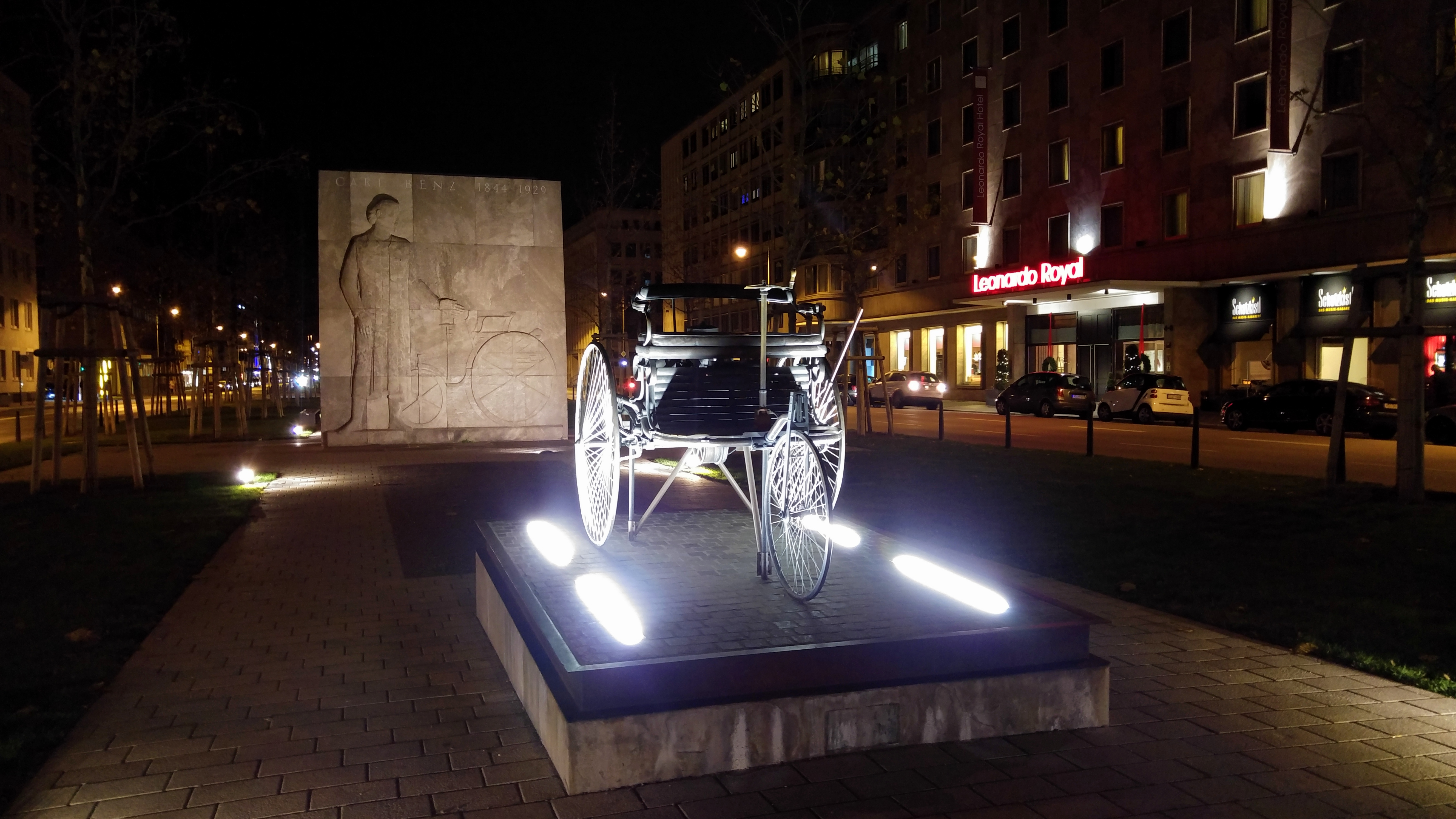
El monument de Carl Benz a Mannheim, al vespre (2015)

## En la cultura popular
El 2011, es va fer una pel·lícula de televisió dramatitzada sobre la vida de Carl i Bertha Benz anomenada Carl & Bertha , que es va estrenar l'11 de maig i va ser emesa per Das Erste el 23 de maig. Un tràiler de la pel·lícula i un especial de making-of es van publicar a YouTube.
Benz també va ser destacat al primer episodi de la minisèrie The Cars That Made The World.